# 파샤이인

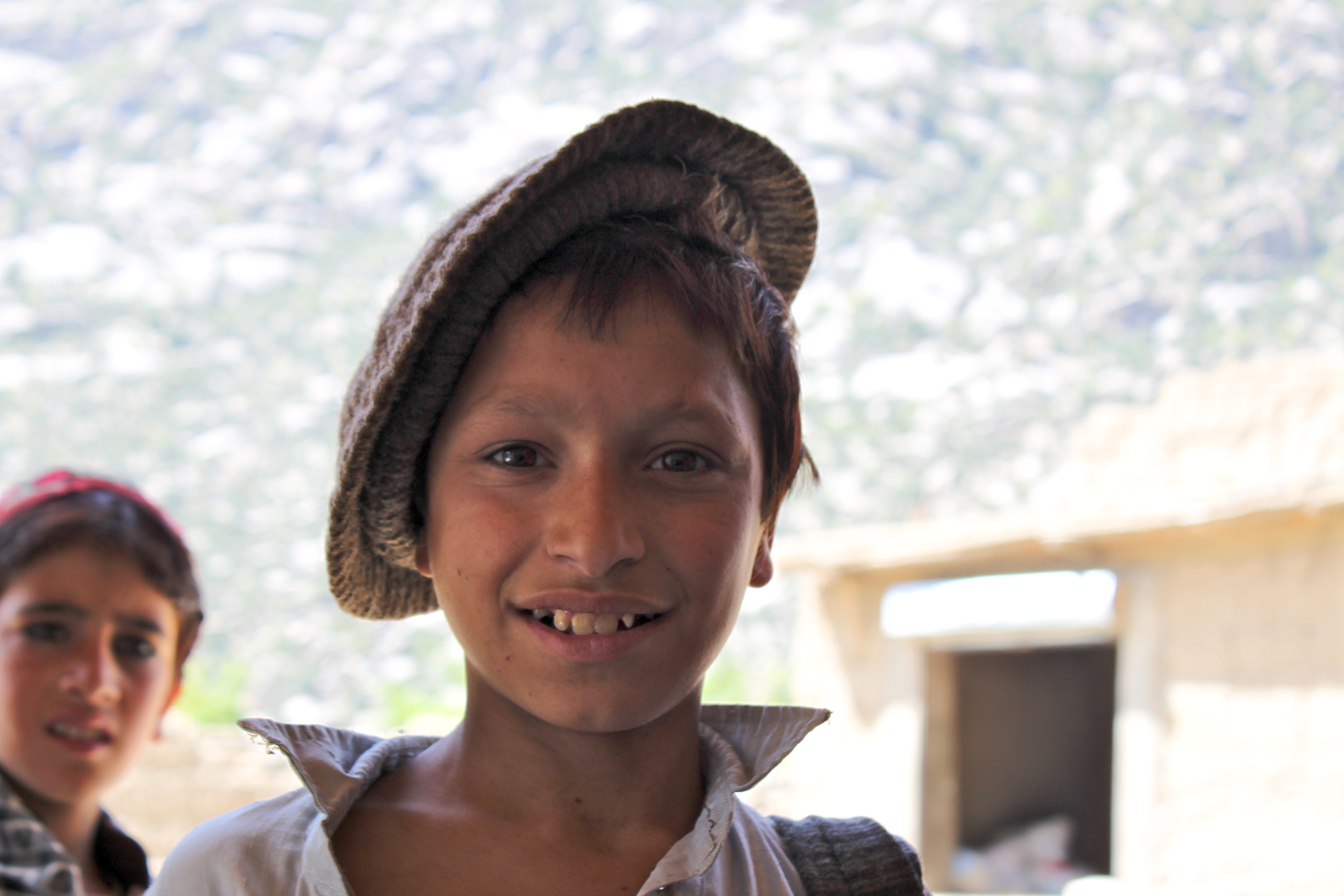
파콜을 착용한 파샤이인 소년

파샤이인(Pashayi people)은 아프가니스탄 동부에 분포하는 인도아리아계 민족이다. 라그만주와 난가르하르주의 북부에 주로 거주한다. 다르드계 언어의 일종인 파샤이어의 여러 방언을 사용하나, 많은 파샤이인들은 스스로를 언어만 다른 파슈툰족의 일부라고 여기며 실제로 파슈토어도 이중으로 구사한다.
역사적으로 파샤이인들은 누리스탄인들처럼 고대 힌두교와 불교, 기타 부족 종교를 믿으며 아프가니스탄 북동부의 쿠나르 계곡, 라그만 일대에 토착하여 거주했으나, 파슈툰의 길자이족이 대거 이주해오면서 덜 비옥한 산지로 밀려난 것으로 추정된다. 중세에는 무굴 제국, 18세기부터는 파슈툰인에 의해 강제로 이슬람교로 개종하기 시작했다.

## 같이 보기
- 파샤이어